# Michael Leutert

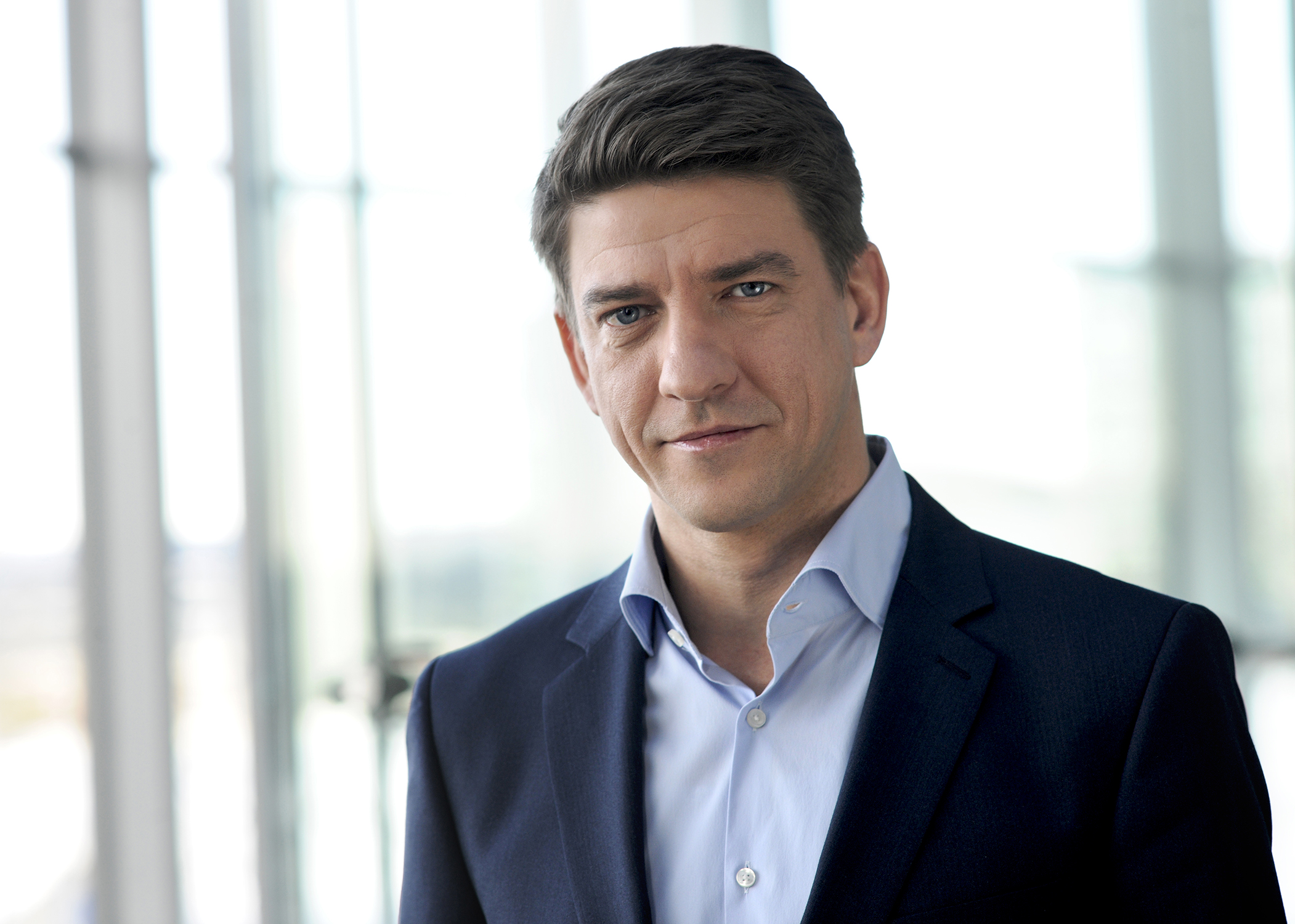
Michael Leutert

Michael Gerhard Leutert (* 8. August 1974 in Schlema) ist leitender Beamter der Vereinten Nationen und deutscher Politiker (Die Linke). Seit 2021 ist er Direktor der deutschen Repräsentanz des UNDP. Er war von 2005 bis 2021 Mitglied des Deutschen Bundestages.

## Leben und Ausbildung
Nach dem Abitur 1993 am Gymnasium Mittweida absolvierte Leutert seinen Grundwehrdienst und anschließend ab 1994 sein Studium der Soziologie, Politologie und Rechtswissenschaft an der TU Chemnitz und der TU Dresden, welches er 2002 als Diplom-Soziologe beendete.
Leutert ist verheiratet, Vater von vier Kindern und konfessionslos.

## Politik
Als Schüler wurde Leutert 1991 Mitglied der PDS. Von 1999 bis 2005 war er stellvertretender Vorsitzender des PDS-Landesverbandes Sachsen.
2005 wurde er erstmals Mitglied des Deutschen Bundestages. Sein Wahlkreis war Chemnitz. Er erhielt sein Mandat über die Landesliste der Sächsischen Linken. Leutert war Mitglied im Haushaltsausschuss und Obmann im Rechnungsprüfungsausschuss. Von 2005 bis 2009 war er außerdem Obmann der Linksfraktion im Ausschuss für Menschenrechte und humanitäre Hilfe und menschenrechtspolitischer Sprecher seiner Fraktion. In der 18. Legislaturperiode war er Vorsitzender der deutsch-mexikanischen Parlamentariergruppe. Zudem war er Mitglied des Aufsichtsrates der Deutschen Gesellschaft für Internationale Zusammenarbeit (GIZ).
Innerhalb der Partei wird Leutert dem reformorientierten Flügel zugeordnet. Er zählt zu den Befürwortern eines bedingungslosen Grundeinkommens. Im März 2014 hob der Bundestag seine Immunität auf, damit die Staatsanwaltschaft Dresden gegen ihn wegen des Verdachts der Beteiligung an einer Blockade gegen eine Neonazi-Demonstration in Dresden im Jahre 2011 ermitteln konnte.
Im April 2014 stimmte er gemeinsam mit vier weiteren linken Abgeordneten entgegen der Fraktionsmehrheit für den Bundeswehreinsatz zur Vernichtung der syrischen Chemiewaffen. Leutert engagiert sich gegen Antisemitismus und setzt sich insbesondere für eine Überarbeitung von palästinensischen Schulbüchern ein, die frei von Hass und Gewalt sein sollen. Er stimmte im März 2019 im Bundestag als einziger Abgeordneter seiner Fraktion einem Antrag der FDP zu, der eine stärkere Solidarität Deutschlands mit Israel, insbesondere in den internationalen Gremien, forderte.
Nachdem Leutert bereits angekündigt hatte, bei der Bundestagswahl 2021 nicht wieder kandidieren zu wollen, gab er zum 14. Februar 2021 sein Mandat als Bundestagsabgeordneter aus beruflichen Gründen auf. Als Nachrücker folgte Axel Troost.
Seit April 2021 ist Leutert Direktor der deutschen Repräsentanz des Entwicklungsprogramms der Vereinten Nationen (UNDP).

## Auszeichnungen
- Orden vom aztekischen Adler (2018)[6][7]